# Сорбционная трубка
Сорбционная трубка — приспособление для накопления газов и паров, содержащихся в воздухе, с целью их последующего определения различными аналитическими методами.
Корпус трубки обычно выполняется из стекла. В качестве адсорбента, заполняющего трубку, используют различные материалы (в зависимости от конкретной задачи) — например, активированный уголь, силикагель, гопкалит, стекло, полимеры различных марок. После загрузки адсорбента стеклянные трубки могут герметично запаиваться, чтобы предотвратить досрочное накопление примесей при хранении и транспортировке трубок. В таком виде обычно поставляются коммерческие трубки. Сорбционные трубки могут иметь несколько секций, в которых порции адсорбента (адсорбентов) разделены перегородками. Фиксация слоя адсорбента в трубке осуществляется с помощью сеток или тампонов, иногда подпружиненных. Для повышения эффективности адсорбции может применяться охлаждение трубки, например, жидким азотом.
Способ использования сорбционных трубок заключается в следующем. На этапе отбора пробы через трубку прокачивается заданный объём воздуха. Время отбора пробы определяется максимальной допустимой скоростью потока воздуха; для сокращения времени отбора необходимо использовать более крупные трубки, с большей загрузкой адсорбента. Газы или пары, которые содержатся в воздухе, при этом накапливаются в трубке. Затем накопленный объём поглощённого вещества (сорбтива) удаляется с поверхности адсорбента тем или иным способом (стадия десорбции). Это может быть продувка газом, иногда в сочетании с повышением температуры (что способствует десорбции). Удобным способом определения концентрации при этом является газовая хроматография. Также для проведения десорбции может быть использована промывка растворителем (элюентом), статическим или динамическим способом. При определении паров ртути адсорбент (гопкалит) растворяют в смеси азотной и соляной кислот; при этом и сам адсорбент необратимо разрушается. Концентрацию определяемого компонента в полученном растворе измеряют с помощью подходящего аналитического метода. Например, содержание ртути после растворения гопкалита с поглощенными парами ртути определяют методом атомно-абсорбционной спектрометрии. Могут применяться также методы фотокалориметрии, хромато-масс-спектрометрии и другие.